# Santa Maria (Bobbejaanland)
Santa Maria was van 1979 tot 2007 een attractie in het Belgische pretpark Bobbejaanland. Het was een schommelschip op rails van de Duitse attractiebouwer Anton Schwarzkopf. Van dat type attractie waren er slechts 5 gemaakt, waarvan 3 exemplaren rondreisden over de kermis.

## Beknopte geschiedenis
De attractie werd in 1979 in het park gebouwd in opdracht van Bobbejaan Schoepen. Parques Reunidos, die in 2004 het park kocht van de familie Bobbejaan, verwijderde de attractie tussen seizoen 2007 en 2008. Enkele jaren ervoor waren ook al de zeilen van het schip gedemonteerd omdat ze versleten waren.
Afbeeldingen